# Resolució 759 del Consell de Seguretat de les Nacions Unides
La Resolució 759 del Consell de Seguretat de les Nacions Unides, adoptada per unanimitat el 12 de juny de 1992, va assenyalar un informe del Secretari General de les Nacions Unides que, a causa de les circumstàncies actuals, la presència de la Força de les Nacions Unides pel Manteniment de la Pau a Xipre (UNFICYP) continuaria sent essencial per a un acord pacífic. El Consell va demanar al Secretari General que tornés a informar abans del 30 de novembre de 1992 per seguir l'aplicació de la resolució.
El Consell va reafirmar les seves resolucions anteriors, inclosa la Resolució 365 (1974), va expressar la seva preocupació per la situació, va instar les parts implicades a treballar junts per la pau i una vegada més va estendre l'estacionament de la Força a Xipre, establerta a la Resolució 186 (1964), fins al 15 de desembre de 1992.